# Stihl
Stihl Holding AG & Co. KG er en tysk producent af motorsave og andet håndholdt kraftudstyr til skovbrug og havebrug. Andre produkter omfatter hækklippere, plæneklippere og kanttrimmere. De har hovedkvarter i Waiblingen, Baden-Württemberg. Stihl blev etableret i 1926 af Andreas Stihl, som begyndte en kædesavsproduktion. Virksomheden ejes af Andreas Stihl's efterkommere. Stihl driver skovhugger-konkurrencen Stihl Timbersports Series.